# Геологія Гани
Геологічна будова Гани.
Тер. Ґани складена докембрійськими породами. В межах сх. околиці Леоно-Ліберійського щита, розвинені зеленосланцеві вулканогенно-осадові структури і гранітоїди ниж. протерозою. З нижньопротерозойськими породами пов'язані родов. руд золота, марганцю.
У центр. і півн. частині Ґ. розташована синекліза Вольта, виконана неметаморфізованими верхньопротерозойськими і нижньопалеозойськими відкладами, до яких приурочені вияви залізних руд, бариту і нафти. Вздовж кордону з Того простягається Аквапім-Тоголезька (Атакорська) складчаста зона, складена нижньо- і верхньопротерозойськими теригенними і підлеглими вулканогенно-кременистими і карбонатними товщами, до яких приурочені родов. залізних руд. Вздовж узбережжя розвинуті відклади крейди та кайнозою.